# Xylocampa hyerensis
Xylocampa hyerensis är en fjärilsart som beskrevs av Embrik Strand 1921. Xylocampa hyerensis ingår i släktet Xylocampa och familjen nattflyn. Inga underarter finns listade i Catalogue of Life.